# Diospyros dussaudii
Diospyros dussaudii är en tvåhjärtbladig växtart som beskrevs av Paul Lecomte. Diospyros dussaudii ingår i släktet Diospyros och familjen Ebenaceae. Inga underarter finns listade i Catalogue of Life.